# Johannes Thorvaldsen Westbye
Johannes Thorvaldsen Westbye (Johs. Th. Westbye), född 10 mars 1883 i Øymark, död 1959, var en norsk arkitekt. 
Westbye genomgick 1901–05 i Oslo Tegneskolens klasser för byggnadstekniker och var därefter till 1911 assistent hos John William Simpson i London; samtidigt studerade han vid University of London och School of Arts, och tog examen vid Royal Institute of British Architects. Åren 1911–14 var han anställd hos kommunarkitekten i Aker. År 1915 blev han stadsarkitekt i Stavanger, där der efter hans planer utfördes en rad anläggningar och större byggnadsverk, däribland ett gravkapell och en kampanil i natursten. År 1920 blev han norska statens bostadsdirektör och förestod som sådan en rad viktiga institutioner. Han blev överarkitekt hos Riksantikvarien 1928, och var fungerende riksarkitekt 1945–48.

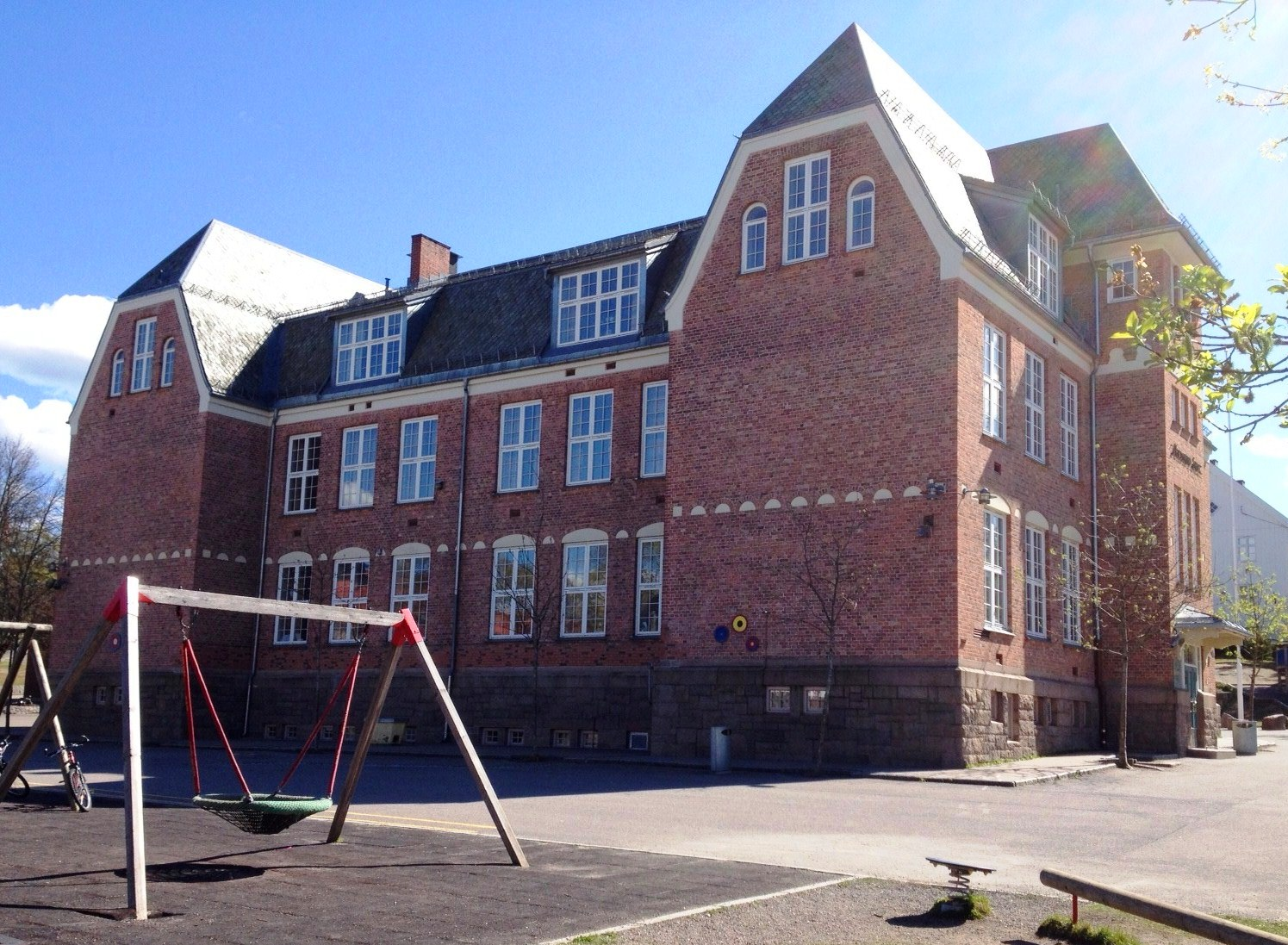
Nordstrands skola (1914).